# Euroblast Festival

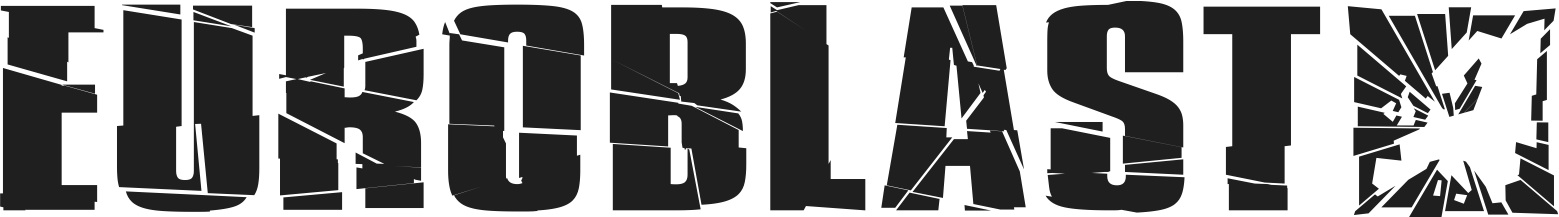
Offizielles Logo des Euroblast Festivals

Das Euroblast Festival ist ein seit 2008 in Köln stattfindendes internationales Musikfestival, dessen Schwerpunkt im modernen Progressive Metal liegt. Dazu zählen weitere Bereiche aus experimentellen Musikstilen, die zum Beispiel elektronische Einflüsse mit Rock und Metal verbinden oder klassische Elemente und Jazz einfließen lassen. Das Festival wurde von den Freunden John Giulio Sprich und Daniel Schneider ins Leben gerufen und ist weltweit eines der größten seiner Art.

## Allgemein

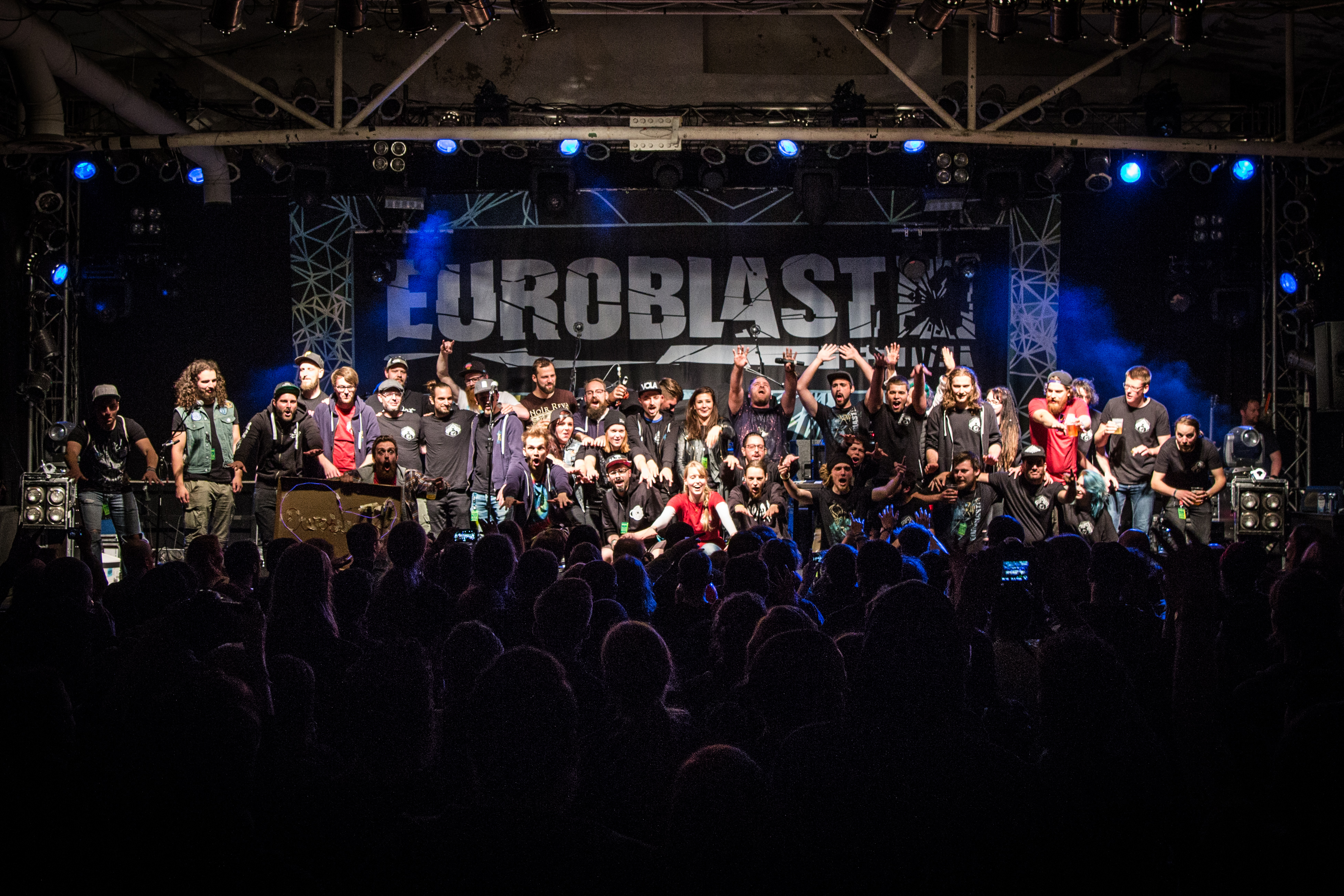
Die Euroblast Collective 2017

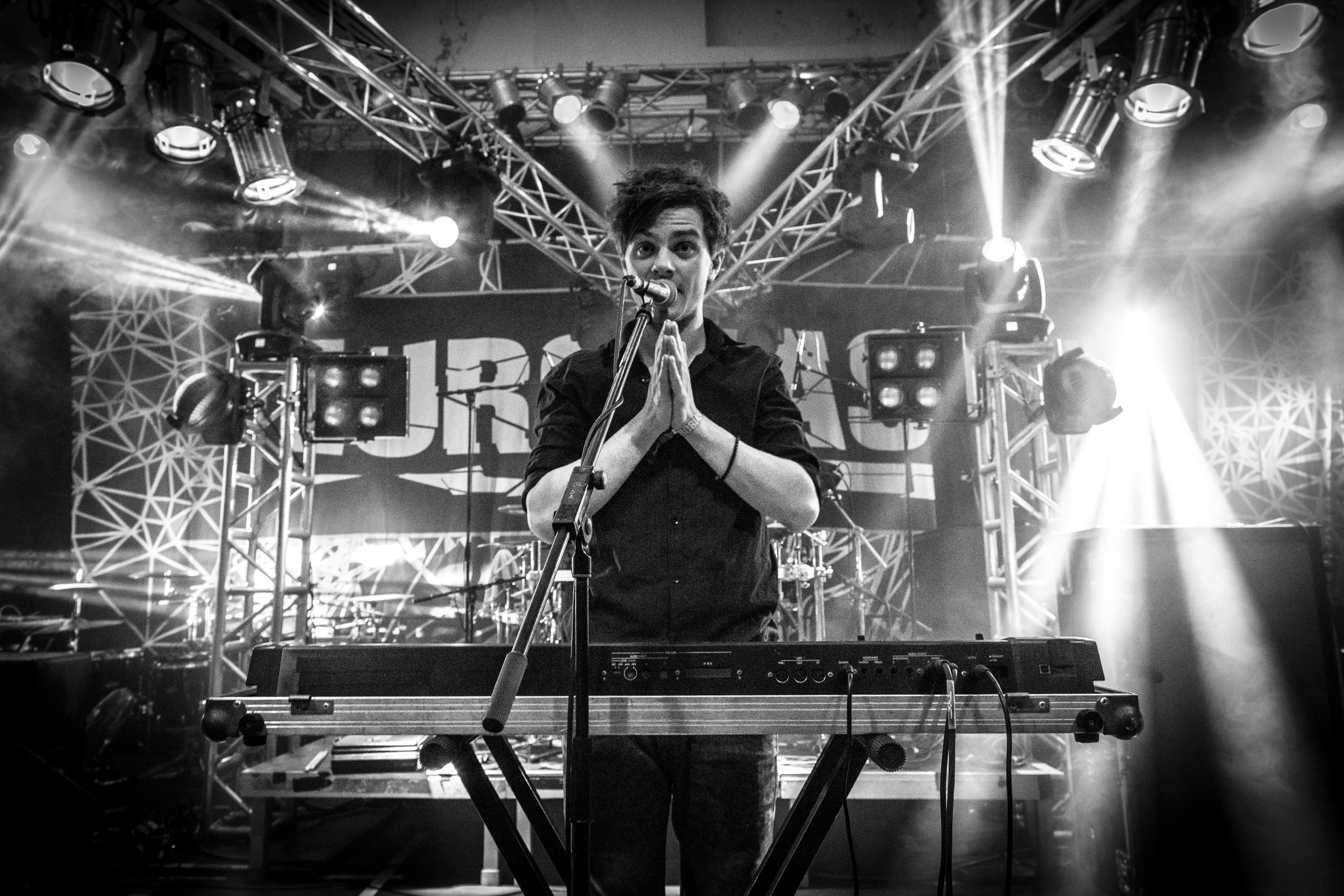
Disperse auf dem Euroblast 2016

Das Euroblast Festival ist neben dem UK-Tech-Fest im Vereinigten Königreich zu einem der wichtigsten Festival der Szene avanciert. Durch die spezielle musikalische Ausrichtung spielen Bands aus fast allen Kontinenten. Besucher reisen aus der ganzen Welt an. So waren im Laufe bis zur zwölften Edition Zuschauer und Musiker aus 45 Nationen zu Gast.
Über die drei Festivaltage besteht die Möglichkeit zu direkten Austausch. Neben den Konzerten sind z. B. auch Workshops, in denen die Musiker der auftretenden Bands den Fans Einblicke in ihre Spielweisen und Techniken geben, sowie ein Messegelände, auf dem Musiker mit Herstellern aus der Szene in Kontakt treten können, fester Bestandteil. Außerdem stehen Jam-Sessions, auf denen sowohl die Künstler als auch Musiker aus dem Publikum gemeinsam spielen, für den interaktiven Charakter des Festivals. Für zahlreiche Bands des Genres war das Euroblast Festivals Startpunkt ihrer Karriere. Die Veranstalter organisieren außerdem auch Band-Tourneen unter dem Euroblast-Label.

## Geschichte

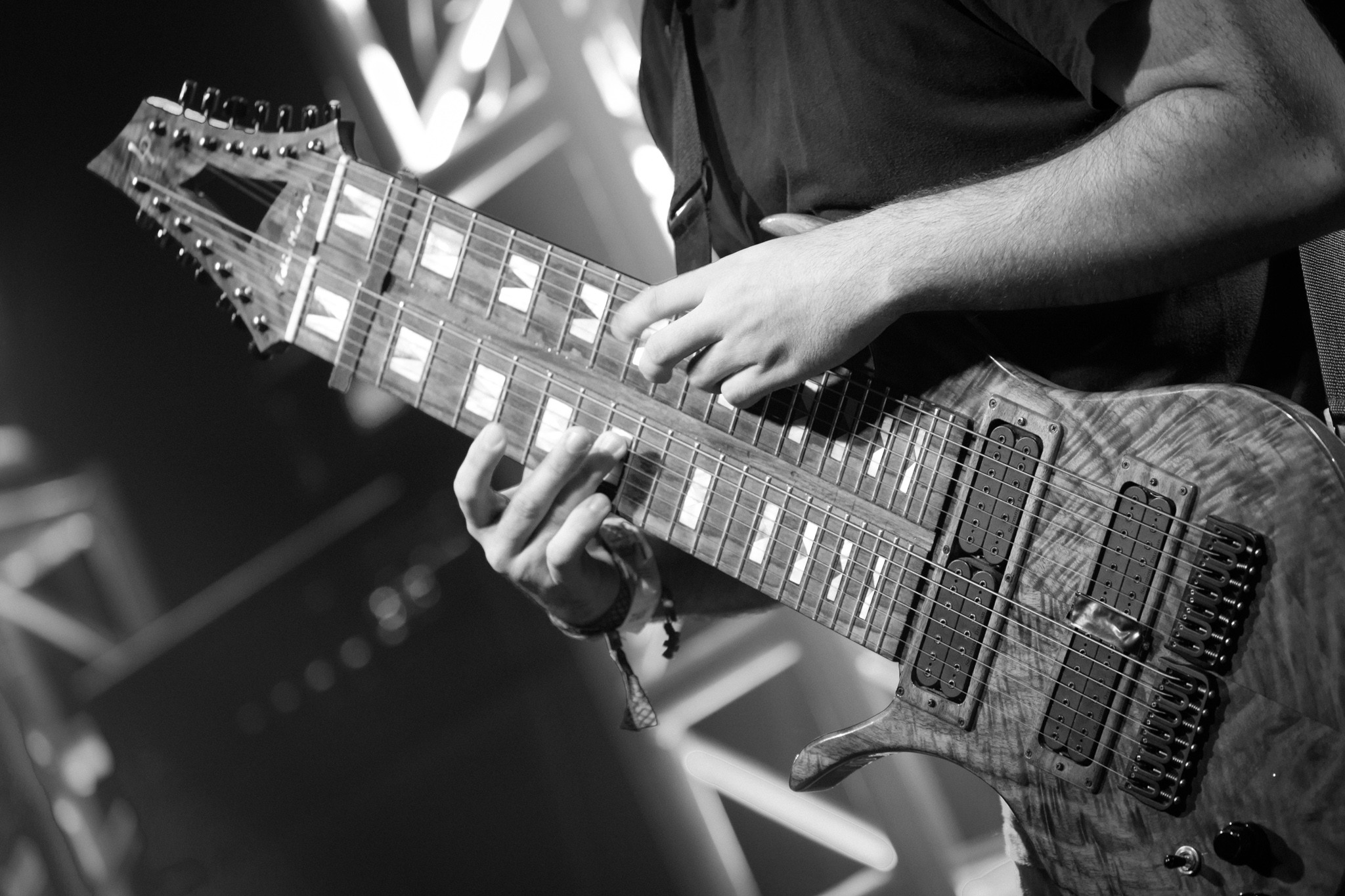
Felix Martin beim Euroblast 2014

Ende 2007 beschlossen die Freunde John Giulio Sprich und Daniel Schneider – da es bisher kein entsprechendes Festival gab – mit ihrem eigenen Festival eine Plattform für neue und innovative Bands des modernen Rocks und Metals zu schaffen. Bei der Organisation des ersten Euroblast Festivals im Mai 2008 konnten die beiden Gründer auf ihre Erfahrungen als Schlagzeuger in verschiedenen Bands zurückgreifen.
Mit der Zeit wuchs ein Team um die Veranstalter und sie luden immer mehr Bands ein, sodass auf den folgenden Festivals unterschiedliche Stilrichtungen zu sehen waren. So spielte die bis dahin unbekannte Band TesseracT auf der vierten Ausgabe des Festivals im Mai 2009 zum ersten Mal außerhalb Großbritanniens, noch bevor sie einen Plattenvertrag unterschrieben hatte. Auch Musiklabel wurden auf das Festival aufmerksam, was dazu führte, dass mehrere Bands nach ihrem Auftritt beim Euroblast einen Plattenvertrag unterschreiben konnten.
Nach der fünften Auflage des Festivals im August 2009 beschloss man, das Festival in Zukunft im jährlichen Rhythmus zu veranstalten. Im Oktober 2010 fand die sechste Ausgabe des Festivals im Kölner Underground statt: Veranstalter konzentrierten sich bei der Bandauswahl erstmals vor allem auf die Djent-Bewegung – eine Form des progressiven Rock/Metal. Seit der siebten Ausgabe des Festivals im Oktober 2011, die erstmals über drei Tage ging, rufen die Veranstalter auf der Internet-Plattform got-djent.com – mit der sie seit den Anfängen eng zusammenarbeiten – zu einem jährlichen Bandcontest auf, dessen Gewinner auf dem Euroblast Festival spielt.
Die achte Ausgabe des Festivals fand im Oktober 2012 statt und war über vier Tage ausgelegt, von denen die ersten beiden im Underground und die beiden letzten in der Live Music Hall stattfanden. Im Anschluss gab es erstmals eine von den Veranstaltern organisierte Tour durch Europa, der die Bands Monuments, Vildhjarta, Jeff Loomis und Stealing Axion teilnahmen. Seit der neunten Auflage 2013 findet das Euroblast Festival in der Essigfabrik in Köln statt. Als Headliner wurden u. a. die deutsche Band The Ocean und die niederländische Band Textures bestätigt, zudem wurde Ende Juli bekannt gegeben, dass die schwedische Band Meshuggah auf dem Festival als Headliner auftreten.
Kurz nach dem Ende der neunten Edition gaben die Veranstalter bekannt, dass eine Austragung des Festivals aufgrund finanzieller Engpässe auf der Kippe stehen könnte. Auch wurde vergeblich versucht, Subventionen von der Stadt Köln, dem Land Nordrhein-Westfalen und von der EU zu erhalten. Deswegen wurde eine Crowdfunding-Kampagne zur Finanzierung des Festivals gestartet. Die Aktion verlief gut und zudem war die zehnte Ausgabe des Euroblast 2014 derart erfolgreich, dass durch die wachsenden weltweite Popularität einer längerfristigen Fortsetzung des Euroblast Festivals auch für die nächsten Jahre nichts mehr im Wege steht. Beim Euroblast 11 im Jahre 2015 standen neben vielen Newcomern hochkarätige Headliner wie u. a. Between the Buried and Me, Leprous und Cynic, welche hier ihren letzten Auftritt vor er Auflösung der Band hatten. Die Headliner 2016 waren Animals as Leaders, Born of Osiris, Veil of Maya und Enslaved. Bei der Edition 13 im Jahre 2017 spielten als Headliner Devin Townsend, Textures und Twelve Foot Ninja. 2018, beim Euroblast 14 traten u. a. Monuments, VOLA, Vildhjarta, The Dali Thundering Concept, Hypno5e.
Die 15. Edition des Euroblast, welche vom 27. – 29. September 2019 in der Essigfabrik stattfand, konnte man wieder namhafte Bands der Szene verpflichten. Headliner waren in diesem Jahr u. a. Between the Buried and Me, Voyager, Carbomb, The Hirsch Effekt und Uneven Structure. Interessante Neuentdeckungen wie Azure, Sunless Dawn und Sleep Token konnten ihr Festivaldebüt geben.
Das Euroblast 16 - welches für den 1.-3. Oktober geplant war, musste wegen der Corona-Pandemie im Jahr 2020 abgesagt und auf den 30. September – 2. Oktober 2021 verlegt werden. Die meisten der bereits bestätigten Bands konnten glücklicherweise ihre Teilnahme zusagen. U.a. Dirty Loops, The Dear Hunter, Plini, Humanitys Last Breath und auch wieder zahlreiche interessante Newcomer.

## Chronik
Diese Liste umfasst eine Aufzählung der Bands, die am Euroblast Festival teilgenommen haben.
| Datum                                                         | Ort                                           | Line-Up |
| ------------------------------------------------------------- | --------------------------------------------- | --- |
| Euroblast Vol. 1 24. Mai 2008                                 | Bogen 2                                       | Ad Astra, Badoc, Begging for Incest, By Brutal Force, Debt of Nature, Demise Empire, Deus.exe, Electric Mayhem, Evidence of Fear, Neraia, Sayn, Thorns, Warfield Within |
| Euroblast Vol. 2 21. Juni 2008                                | Fabrik                                        | A-Rise, Bloodwork, Devilsick, Indicator, Nektra, Skum |
| Euroblast Vol. 3 24. Januar 2009                              | Bogen 2                                       | Abendland, Bloodattack, Damage Source, Decision to Defy, Devine Zero, Dew-Scented, Disörder, Fiendish Gloom, Lot, Obscura, Worldescape |
| Euroblast Vol. 4 – French Edition 23. Mai 2009                | Bogen 2                                       | Deus.exe, Apron, Dagoba, Hacride, Klone, Kohatred, Nightshade, Nolentia, Project 13-5, Scorches of Dusk, Sideblast, Tesseract, Textures, Abendland |
| Euroblast Vol. 5 – Grind Night 22. August 2009                | Bogen 2                                       | Badoc, Begging for Incest, Act if Worship, Centaurus-A, Decree of Hate, Fat Mans War Face, Guerilla, Hordak, Ichor, Jack Slatter, Karras, We Butter the Bread with Butter |
| Euroblast Vol. 6 – Got-Djent Edition 23. Oktober 2010         | Bogen 2                                       | Aliases, Uneven Structure, Monuments, Vildhjarta, Chimp Spanner, Syranic, Nightshade, Divine Temptation, Eryn Non Dae, Formfresser |
| Euroblast Vol. 7 21.–22. Oktober 2011                         | Underground                                   | Chimp Spanner, Monuments, Uneven Structure, Vildhjarta, Tesseract, Destiny Potato, Panzerballett, Shattered Skies, Sybreed, The Algorithm, Aliases, Syranic, Textures, Afekth, Cruentus, Devastating Enemy, Disconcrete, Disperse, Illucinoma, Kryn, Mnemic, Proghma-C, Subversion, Visions, Xerath |
| Euroblast Vol. 8 – The Sound of Infinity 18.–21. Oktober 2012 | 18.–19.: Underground 20.–21.: Live Music Hall | Chimp Spanner, Monuments, Uneven Structure, Vildhjarta, Tesseract, Destiny Potato, Panzerballett, Shattered Skies, Sybreed, The Algorithm, Nightshade, Deus.exe, [Trap], After the Burial, Agent Fresco, Akeldama, Bear, Betraeus, C.B. Murdoc, Cilice, Circle of Contempt, Destrage, Eleonore, Exivious, Hacktivist, Halo in Pause, Humanity's Last Breath, In-Quest, Jeff Loomis, Joncofy, Long Distance Calling, Means End, Modern Day Babylon, Monophonist, Neosis, Nexus, No Consequence, Red Seas Fire, Scar Symmetry, Skyharbor, Stealing Axion, The Amentia, The Interbeing, V3ctors, War from a Harlots Mouth |
| Euroblast Vol. 9 – The Ninth Coming 11.–13. Oktober 2013      | Essigfabrik                                   | Aliases, Disperse, Uneven Structure, The Algorithm, Monuments, Circles, Hyno5e, No Consequence, Cyclamen, Tardive Dyskinesia, Third Ear, Humanity's Last Breath, Skyharbor, Textures, Bear, Twelve Foot Ninja, Fuck You and Die, Xerath, [Trap], Hacride, Arecibo, Arsis, Benea Reach, Cambion, Dawn Heist, Deathember, Der Weg einer Freiheit, DJ Hans Nieswand, Empathea, Ever Forthright, Feared, Grandexit, Heights, Hord, Invocation, Jcut, Kartikeya, Lifeforms, Mors Principum Est, Meshuggah, Nexilva, Overdown, Pomegranate Tiger, Syqem, The Agonist, The Ocean, The Omega Experiment, The Ulex, Threat Signal, Torrential Downpour, Vitja |
| Euroblast Vol. 10 – X 2.–4. Oktober 2014                      | Essigfabrik                                   | Monuments, Uneven Structure, The Algorithm, Fuck You and Die, Hyno5e, Chimp Spanner, Vildhjarta, Tesseract, Destiny Potato, Shattered Skies, Kryn, Agent Fresco, Exivious, Modern Day Babylon, Red Seas Fire, Akjavit, Animals as Leaders, As They Burn, Astral Display, Ayahuasca, Benevolent, Brutai, Carcer City, Chaos Bay, Cosmiterra, Defrakt, Dioramic, DJ Ent (James Monteith), DJ Sendero Luminoso, Drewsif Stalin, Driven by Entropy, Felix Martin, Galaxy Space Man, Geist, Heart of a Coward, Heavy Metal Ninjas, Hollow My Eyes, Inkarna, Khroma, Killjgs, Leprous, Mike Dawes, Novelists, Now, Voyager, Ophelia's Great Day, Placenta, SikTh, Suasion, The Mars Chronicles, The Safety Fire, Time Has Come, Trailer Park Sex, Under the Pledge of Secrecy, Voyager  |
| Euroblast Vol. 11 1.–3. Oktober 2015                          | Essigfabrik                                   | Aliases, Uneven Structure, Monuments, Disperse, The Algorithm, Circles, Hyno5e, No Consequence, Cyclamen, Tardive Dyskinesia, Third Ear, Vola, Modern Day Babylon, Obsydians, Kadinja, The Hirsch Effekt, Klone, Between the Buried and Me, Port Noir, Tides from Nebula, Kohatred, Soen, Destiny Potato, Defrakt, Heavy Metal Ninjas, Leprous, Proghma-C, Destrage, Aeolist, Alaya, Atmospheres, Beyond the Dust, Bilo - David Maxim Micic, Cynic, Devil Sold His Soul, DJ Avi Lovey, Eden Circus, Empire, Genuine Aspect, Haken, Igorrr, Juggernaut, Kora Winter, Lights of Utopia, Onward with Love, Paul Waggoner - Workshop, Persefone, Perturbator, Pigeon Toe, Pryapisme, Rendezvous Point, Sphere, Stömb, The Intersphere, The Legion: Ghost, The Sun Explodes, Trepalium |
| Euroblast Vol. 12 30. September – 2. Oktober 2016             | Essigfabrik                                   | Vola, Anima Tempo, Cold Night for Alligators, Dead Letter Circus, Ghost Iris, Verderver, Humanity's Last Breath, Ayahuasca, Heart of a Coward, Hibakusha, Masuria, Jinjer, Aliases, Disperse, Modern Day Babylon, Skyharbor, Animals as Leaders, Carcer City, Novelists, The Interbeing, A Dark Orbit, All Tomorrows, Amber Sea, Black Crown Initiate, Born of Osiris, Enslaved, Exist Immortal, Grim van Doom, Intronaut, Invivo, Materia, Ne Oblivisvaris, No Sin Evades His Gaze, Obsidian Kingdom, Oceans Ate Alaska, Oceans of Slumber, Omega Diatribe, Promethee, Shining, Sithu Aye, Soon, Strains |
| Euroblast Vol. 13 29. September – 1. Oktober 2017             | Essigfabrik                                   | Jinjer, Uneven Structure, The Algorithm, Kadinja, The Hirsch Effekt, Textures, Bear, Twelve Foot Ninja, Chimp Spanner, Exivious, Driven by Entropy, Galaxy Space Man, Voyager, Lot, A Kew's Tag, Andy James, Angel Vivaldi, Atlantis Chronicles, Atlin, Call the Mothership, Carbomb, Colonel Petrov's Good Judgement, Controversial, Deity's Muse, Devin Townsend Project, Dukatalon, Eschar, Foes, Frontierer, Harbinger, Hemina, Hieroglyph, Isaac Vacuum, Lo!, Make Me a Donut, Metasphere, Nameless Day Ritual, Riviere, Second Horizon, Sleepmakeswaves, The Arusha Accord, The Sleeper, Their Dogs Were Astronauts, Voices from the Fuselage |
| Euroblast Vol. 14 5.–7. Oktober 2018                          | Essigfabrik                                   | Kadinja, Vola, Humanity's Last Breath, Ayahuasca, Heart of a Coward, Hibakusha, Masuria, Monuments, Circles, Kohatred, Soen, Vildhjarta, Long Distance Calling, Adimiron, Aiming for Enrike, Cabal, Caligula's Horse, Conjurer, Copia, Crippled Black Phoenix, Dhark, Heptaedium, I Built the Sky, Kill Wolfhead, Lake Cisco, Letters from the Colony, Organized Chaos, Rolo Tomassi, Schiermann, Sordid Pink, Sümer, Syndemic, Temples on Mars, Terminal Function, The Dali Thundering Concept, The Five Hundred, Theia, Time, The Valuator, Unprocessed, Valis Ablaze, White Walls |
| Euroblast Vol. 15 27.–29. September 2019                      | Essigfabrik                                   | Kadinja, Vola, Valis Ablaze, Uneven Structure, The Algorithm, The Hirsch Effekt, Carbomb, Controversial, Anima Tempo, Cold Night for Alligators, Dead Letter Circus, Ghost Iris, Verderver, Klone, Between the Buried and Me, Port Noir, Tides from Nebula, 22, Aphyxion, Atlas, Azure, Betraying the Martyrs, Frostbitt, Head With Wings, Hypophora, Mobius, Odd Palace, Shokran, Shrezzers, Siamese, Sleep Token, Soulsplitter, Special Providence, Sunless Dawn, Svynx, The HAARP Machine, Thrailkill, Tides of Man, Toundra, Votum, Wheel, Wings Denied |
| 1.-3. Oktober 2020 (abgesagt)                                 | Essigfabrik                                   | Im Jahr 2020 wurde das Festival wegen der COVID-19-Pandemie abgesagt. |
| 2. Oktober 2021                                               | Essigfabrik                                   | Im Jahr 2021 gab es wegen der immer noch andauernden COVID-19-Pandemie nur eine eintägige Konzertveranstaltung mit Jinjer, Hypnose, Space of Variations und Defocus |
| Euroblast Vol. 16 30. September - 2. Oktober 2022             | Essigfabrik                                   | Aeris, ALLT, Azure, Carbon Killer, Cold Night For Alligators, Destrage, Dirty Loops, Edge of Haze, Exploring Birdsong, Four Stroke Baron, Hippotraktor, Horizis, Humanity’s Last Breath, Karmanjakah, Khroma, KOJ, Master Boot Record, Masuria, Nero Di Marte, Obsidious, Panzerballett, Plini, Telepathy, The Dali Thundering Concept, The Sleeper, Time, The Valuator, Unprocessed, Vildhjarta, Viscera, VOLA, Voyager, Walzwerk, White Ward |
| 29. September - 1. Oktober 2023                               | Essigfabrik                                   | The Ocean, This Will Destroy You, Leprous, The Hirsch Effekt, Heart Of A Coward, Ghost Iris, Einar Solberg, Hypno5e, Allt, Earthside, Atlas, The Omnific, Disillusion, Rémi Gallego, GGGOLDDD, Future Static, Playgrounded, Ice Sealed Eyes, Northern Lights, Feather Mountain, Lucrecia, Tiberius, The Sleeper, Primaterra, A Kew’s Tag, The City Is Ours, Monosphere, Sextrow, R3VO, Bipolar Architecture, E.N.D, Mankind, Sheer Cerebral Power |